# کلود کریکیلیون
کلود کریکیلیون (اسپانیایی: Claude Criquielion‎; ۱۱ ژانویهٔ ۱۹۵۷ – ۱۸ فوریهٔ ۲۰۱۵) دوچرخه‌سوار اهل بلژیک بود.
از باشگاه‌هایی که در آن رکاب زده‌است می‌توان به تیم دوچرخه‌سواری کاس اشاره کرد.
وی در مسابقات کشوری و بین‌المللی در مجموع برندهٔ ۱ مدال طلا شده‌است.